# Wyeth
Wyeth az Amerikai Egyesült Államok északnyugati részén, Oregon állam Hood River megyéjében, az Interstate 84 közelében elhelyezkedő önkormányzat nélküli település.
Névadója Nathaniel Jarvis Wyeth. A posta 1901 és 1936 között működött.

## Nevezetes személyek
- Kemper Nomland, építész[2]
- Kermit Sheets, rendező[3]
- Lew Ayres, színész[4]

## Fordítás
- Ez a szócikk részben vagy egészben  a   Wyeth, Oregon című angol Wikipédia-szócikk ezen változatának fordításán alapul.  Az eredeti cikk szerkesztőit annak laptörténete sorolja fel. Ez a jelzés csupán a megfogalmazás eredetét és a szerzői jogokat jelzi, nem szolgál a cikkben szereplő információk forrásmegjelöléseként.